# Geotipo
Geotipo corresponde aos diferentes tipos de espaços geográficos produzidos pelos seres humanos, criados para permitir sua vida de acordo com a sociedade onde vive. Um exemplo são as áreas rurais e áreas urbanas em quase todas as localidades do planeta.